# Vij (film, 1909)
För andra betydelser, se Vij.
Vij (ryska: Вий) är en rysk skräckfilm från 1909, regisserad av Vasilij Gontjarov.

## Rollista
- I. Langfeld
- A. Platonov
- V. Dalskaja